# لوک‌اوت ماونتین (آلاباما)
لوک اوت ماونتین (به انگلیسی: Lookout Mountain) شهرکی در شهرستان اتوا ایالت آلاباما است که مساحت آن ۳۹٫۶۷ کیلومترمربع است و در سرشماری سال ۲۰۱۰ میلادی، ۱٬۶۲۱ نفر جمعیت داشته و تراکم جمعیتی آن، ۴۰٫۸۶ در کیلومترمربع بوده است.